# Andreas Moser
Andreas Moser, né le 29 novembre 1859 à Semlin (Empire d'Autriche) et mort le 7 octobre 1925 à Berlin, est un pédagogue et musicologue allemand. Il est le père du musicologue et compositeur Hans Joachim Moser, et le grand-père de la grande cantatrice allemande Edda Moser. 

## Biographie
Moser descend de vignerons de Haute-Autriche. Enfant, il joue du violon et chante à l'église paroissiale. En 1874, il étudie à l'école cantonale de Zurich, puis à l'école supérieure technique de Zurich, tout en faisant partie du quartet des étudiants de Zurich. Après avoir interrompu sa formation initiale d'ingénieur, il entre en 1878 dans la classe de violon de Joseph Joachim. Il n'a pas pu commencer une carrière d'interprète à cause de sa santé et il devient l'assistant le plus proche de Joachim dans ses activités d'enseignement, et de 1888 jusqu'à la fin de sa vie, il a enseigné à l'École supérieure de musique de Berlin. Il est nommé en 1900 professeur ordinaire de violon. Il a eu notamment pour élève Albert Jeanneret.
En 1898, il publie une biographie en deux tomes de Joseph Joachim (Joseph Joachim, ein Lebensbild), dont la seconde édition corrigée sort après la mort de Joachim en 1908-1910. En 1902-1905, il fait paraître Violinschule, écrite en collaboration avec Joachim et qui décrit non seulement la méthodologie, mais aussi la méthode philosophique du violoniste Joachim. En 1911-1912, il publie sa correspondance avec Brahms. Il a aussi collaboré avec Joseph Joachim à l'édition de plusieurs œuvres de Bach pour cordes. Avec Hugo Dechert, il a sorti une édition fameuse des quartets pour cordes de Haydn (Trente quartets célèbres; 30 berühmte Quartette), en 1918. Il meurt d'un cancer du larynx en 1925.

## Publications

### Livres
- En collaboration avec Joseph Joachim: Violinschule (1908-1910), 3 vol., Simrock Verlag, Berlin
- Methodik des Violinspiels (1920) Breitkopf & Härtel, Leipzig
- Geschichte des Violinspiels (1923), Max Hesses Verlag, Berlin; 2e édition augmentée et corrigée avec Hans Joachim Nösselt, Schneider Verlag, Tutzing 1966-1967 (en deux vol.)
- Technik des Violinspiels (1925), Breitkopf & Härtel, Leipzig

### Éditions de partitions
- Bach: Konzert für 2 Violinen, BWV 1043 (Peters, 1884).
- Beethoven: Streichquartett Op 59 No 1 (avec Joseph Joachim) (Peters, 1902).
- Beethoven: Streichquartette, Op 127, 130, 131, 132, 133, 135 (avec Joseph Joachim et Hugo Dechert) (Peters, 1901).
- Haydn: 30 berühmte Quartette für 2 Violinen, Viola und Violoncello (avec Hugo Dechert) (Peters, Leipzig 1920-1921).
- Mozart: 10 Streichquartette, KV 387, 421, 428, 458, 464, 465, 499, 576, 589, 590, (avec Hugo Becker) (Peters, 1882).
- Schubert, Streichquartette, D 804, 810, 887, 703 (avec Hugo Becker) (Peters).